# 100P/Hartley
La cometa Hartley 1, formalmente 100P/Hartley, è una cometa periodica appartenente alla famiglia delle comete gioviane. La cometa è stata scoperta il 13 giugno 1985 . Nel marzo-aprile 1905 ha avuto un incontro ravvicinato e prolungato col pianeta Giove giungendo il 7 marzo 1905 a sole 0,1769 UA da esso .